# Селвин-колледж (Кембридж)
Селвин-колледж (англ. Selwyn College) — один из 31 колледжей Кембриджского университета в Великобритании. Основан в 1882 году, официальный статус университетского колледжа получил в 1958 году. Назван в память о Джордже Селвине, выпускнике Кембриджского университета и первом епископе Новой Зеландии.
У колледжа имеется собственная библиотека.